# Schlacht bei Faughart

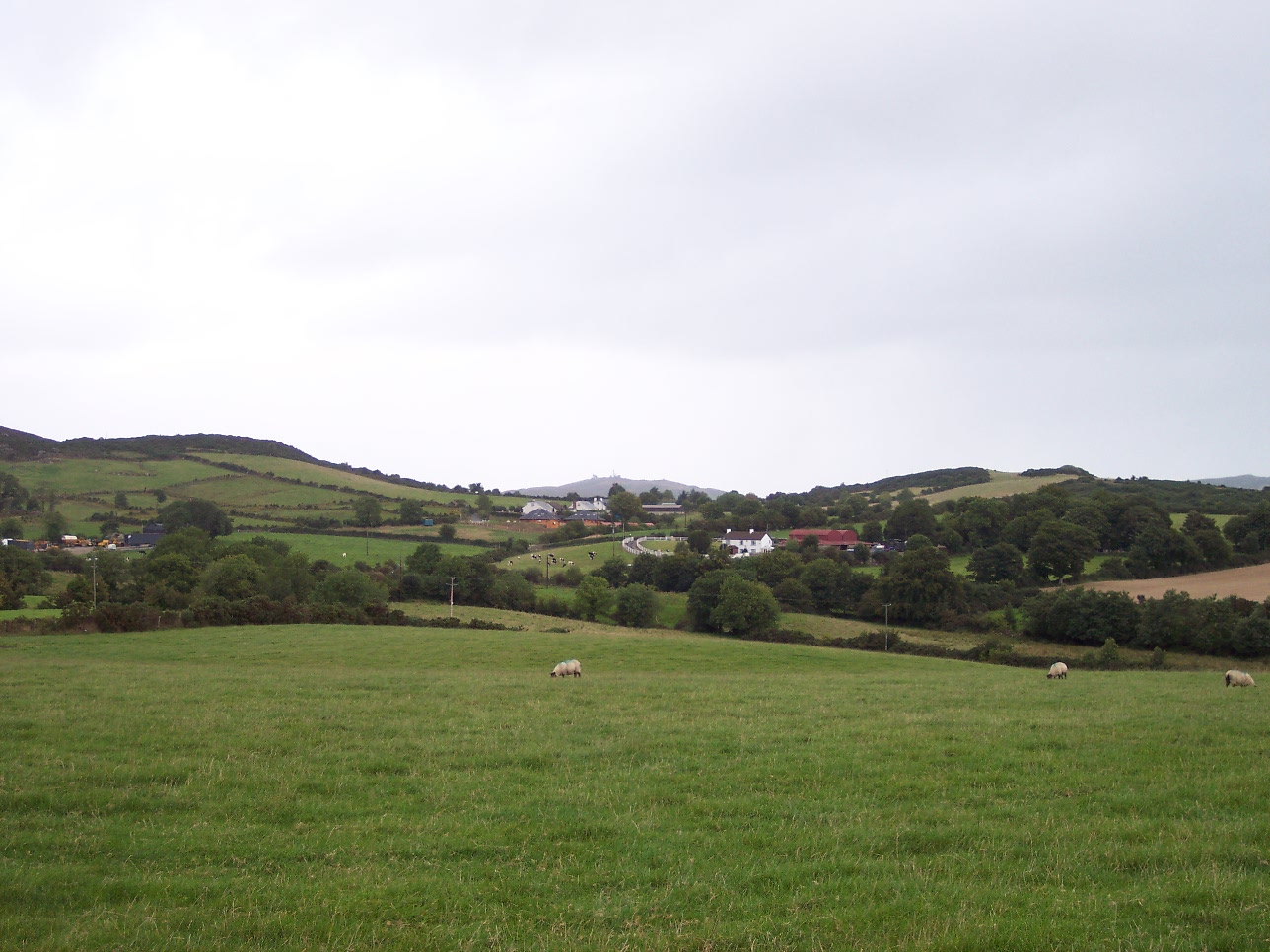
Blick vom Faughart Hill auf den Moyry-Pass (2004)

Die Schlacht bei Faughart (auch Fochart, irisch Fochaird) war eine Schlacht während des Kriegs der Bruce in Irland. Am 14. Oktober 1318 wurde die schottisch-irische Armee von Edward Bruce entscheidend von einer anglo-irischen Armee besiegt, womit der Krieg für die Schotten in Irland verloren war. Über den Verlauf der Schlacht und über die Stärken der beteiligten Armeen gibt es nur spärliche Berichte, die verlässlichsten Angaben machte die zeitgenössische Lancercost-Chronicle.

## Vorgeschichte
Am 25. Mai 1315 war ein schottisches Heer unter Edward Bruce, dem jüngeren Bruder des schottischen Königs Robert Bruce, in Irland gelandet. Die Schotten wollten nichts weniger als die englische Herrschaft in Irland beenden. 1316 krönten Iren und Schotten Edward Bruce zum Hochkönig von Irland. Trotz einiger Erfolge konnte Edward Bruce sich aber nur in Ulster behaupten. Nach dem Scheitern eines groß angelegten Feldzugs im Winter 1317 zog er sich wieder nach Ulster zurück.

## Verlauf der Schlacht

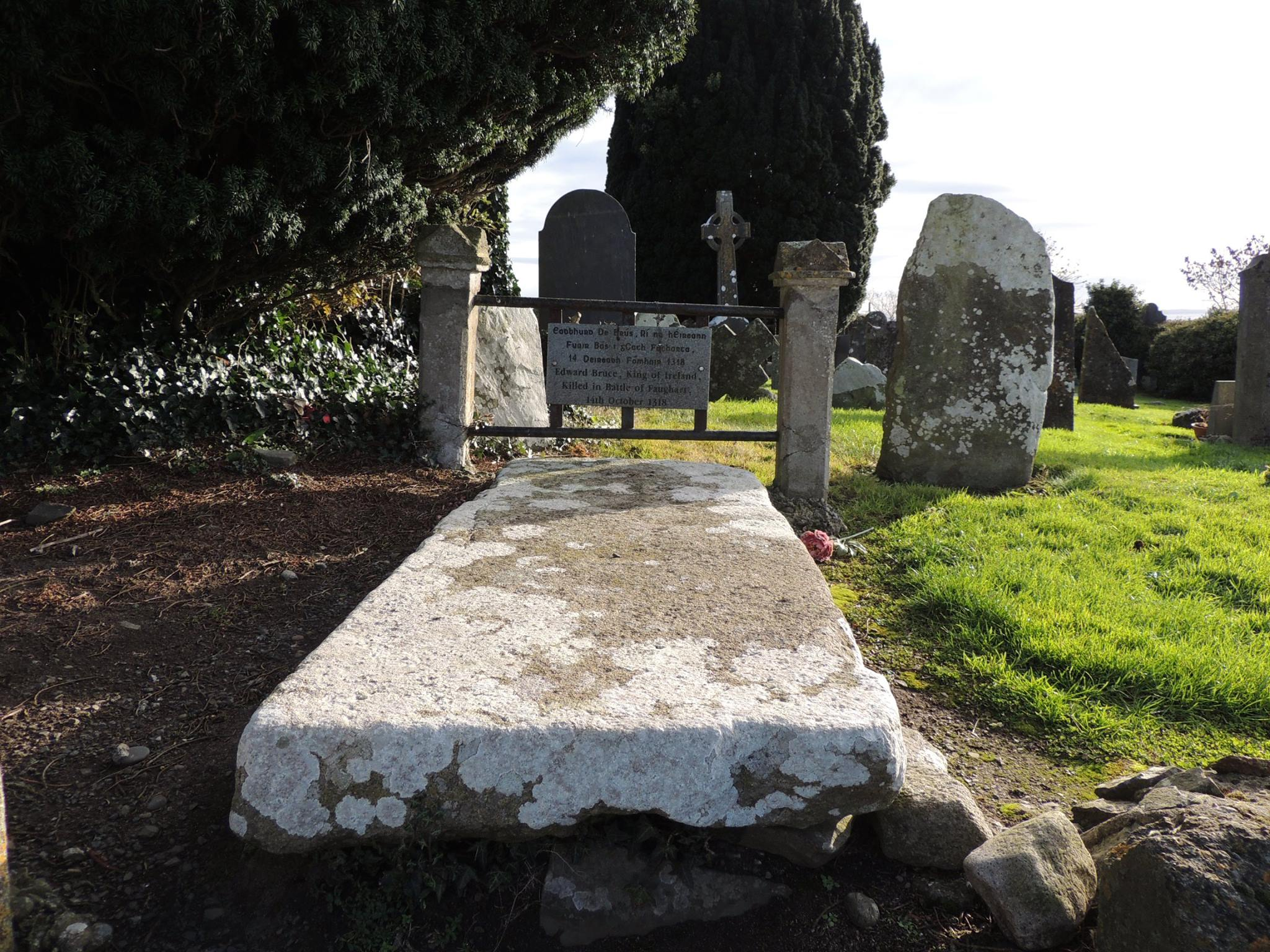
Das angebliche Grab von Edward Bruce auf dem Faughart Cemetery

Nachdem er monatelang offenbar nichts unternommen hatte, begann Edward Bruce Anfang Oktober 1318 zusammen mit seinen verbliebenen irischen Verbündeten einen neuen Feldzug aus Ulster heraus. Dabei handelte er vermutlich verzweifelt über sein Scheitern und ohne erkennbaren Plan, denn er wartete offenbar nicht auf neue Verstärkungen aus Schottland, die gerade in Ulster gelandet waren. Bruce zog mit seinem Heer nach Süden, um über den Moyry Pass nach Dundalk vorzustoßen. Am Faughart Hill, einer die Umgebung beherrschenden Anhöhe nördlich von Dundalk, traf er am 14. Oktober auf eine überlegene anglo-irische Armee. Dieser Streitmacht gehörten zahlreiche anglo-irische Adlige aus Louth und Meath unter der Führung von John de Bermingham an. Edward Bruce stellte seine Armee in drei Abteilungen auf. Die schottischen Abteilungen marschierten jedoch mit so großem Abstand in die Schlacht, dass es den Engländern gelang, sie nacheinander zu schlagen. Die irischen Verbündeten der Schotten dagegen flüchteten. Edward Bruce führte die dritte Abteilung und fiel im Kampf. Seine Leiche wurde geköpft und gevierteilt, die Teile wurden in die vier Teile Irlands, der Kopf nach York zum englischen König Eduard II. gesandt. Der König ernannte Bermingham daraufhin zum Earl of Louth. In der Schlacht fielen auch zahlreiche weiteren schottischen Ritter, darunter John Soulis, John Stewart of Jedburgh und Colin Campbell of Lochawe and Ardcotnish. Auch ein Führer der westschottischen Macruaries, vielleicht Ruairi of Garmoran, sowie ein Führer der Macdonalds, vielleicht Angus Og of Islay, sollen gefallen sein.

## Folgen
Die Niederlage bei Faughart und der Tod von Edward Bruce führten zum Ende des schottischen Angriffs auf Irland. Die wenigen verbliebenen schottischen Truppen in Irland wurden rasch besiegt, die von schottischen Truppen gehaltenen Burgen bis Ende Dezember 1318 von den Engländern erobert. Der Überlieferung nach wurden die Überreste der Leiche von Edward Bruce auf dem Friedhof einer am Faughart Hill gelegenen Kirche beigesetzt.